# Franck Javary
Franck Javary, né le 31 janvier 1967 à Boulogne-Billancourt, est un prélat catholique français, nommé évêque de Châlons-en-Champagne le 9 janvier 2025.

## Biographie

### Jeunesse et formation
Franck Javary est né le 31 janvier 1967 à Boulogne-Billancourt. Issu de la famille Javary, il est, notamment, l'arrière petit-fils de Paul-Émile Javary et le neveu de Cyrille Javary. Il effectue ses études secondaires au lycée Passy Buzenval puis suit une classe préparatoire au lycée privé Sainte-Geneviève de Versailles. Il devient élève de l'École polytechnique puis de l'École nationale des ponts et chaussées, dont il est diplômé, ingénieur, en 1992.
Il intègre le séminaire des Carmes où il effectue ses études de philosophie et de théologie en vue du sacerdoce. En 2000, il est diplômé d'une licence de théologie, spécialisée en Écriture sainte, de l'Institut catholique de Paris.

### Prêtre
Il est ordonné prêtre pour le diocèse de Nanterre le 29 juin 1999 par François Favreau.
De 2000 à 2003, il est vicaire de la paroisse de l'Immaculée Conception et aumônier de l'enseignement public à Boulogne-Billancourt. Parallèlement, il est délégué diocésain pour les Journées mondiales de la jeunesse de 2002 à Toronto.
En 2003, il est nommé curé de l'ensemble pastoral Saint-Bruno et Saint-Étienne d'Issy-les-Moulineaux, fonction qu'il occupe jusqu'en 2009. De 2008 à 2010, il est aussi prêtre accompagnateur du service diocésain de la formation. En 2009, il est nommé curé de la cathédrale Sainte-Geneviève-et-Saint-Maurice de Nanterre et de la paroisse Saint-Jean-Marie-Vianney de Nanterre.
Parallèlement, il est membre du conseil presbytéral de 2010 à 2016 et du collège des consulteurs de 2010 à 2015. Depuis 2010, il est aussi enseignant au Séminaire Saint-Sulpice, situé à Issy-les-Moulineaux. De 2016 à 2022, il est aussi membre du conseil diocésain pour les affaires économiques.
En 2017, il quitte ses fonctions à Nanterre pour devenir curé de Bagneux. En 2018, il est nommé membre du conseil épiscopal. Il occupe aussi diverses fonctions au service du diocèse de Nanterre.
En 2021, il devient responsable de l'organisation de la journée diocésaine de la mission. Une année plus tard, en 2022, il est nommé prêtre référent de l'école diocésaine de l'annonce, l'académie Kérygma.
Depuis 2022, il est membre du conseil presbytéral.

### Évêque
Le 9 janvier 2025, le pape François le nomme évêque de Châlons-en-Champagne pour remplacer François Touvet, nommé fin 2023 évêque coadjuteur de Fréjus-Toulon. Son ordination épiscopale et son installation ont lieu le 1er mars 2025 en la cathédrale Saint-Étienne de Châlons. Il reçoit la consécration épiscopale des mains d'Éric de Moulins-Beaufort, archevêque métropolitain de Reims, assisté de François Touvet, évêque de Fréjus-Toulon et de Matthieu Rougé, évêque de Nanterre.

## Blason
Franck Javary, en tant qu’évêque, a fait réaliser un blason portant des symboles choisis, tout en gardant une évocation des armes de sa famille.

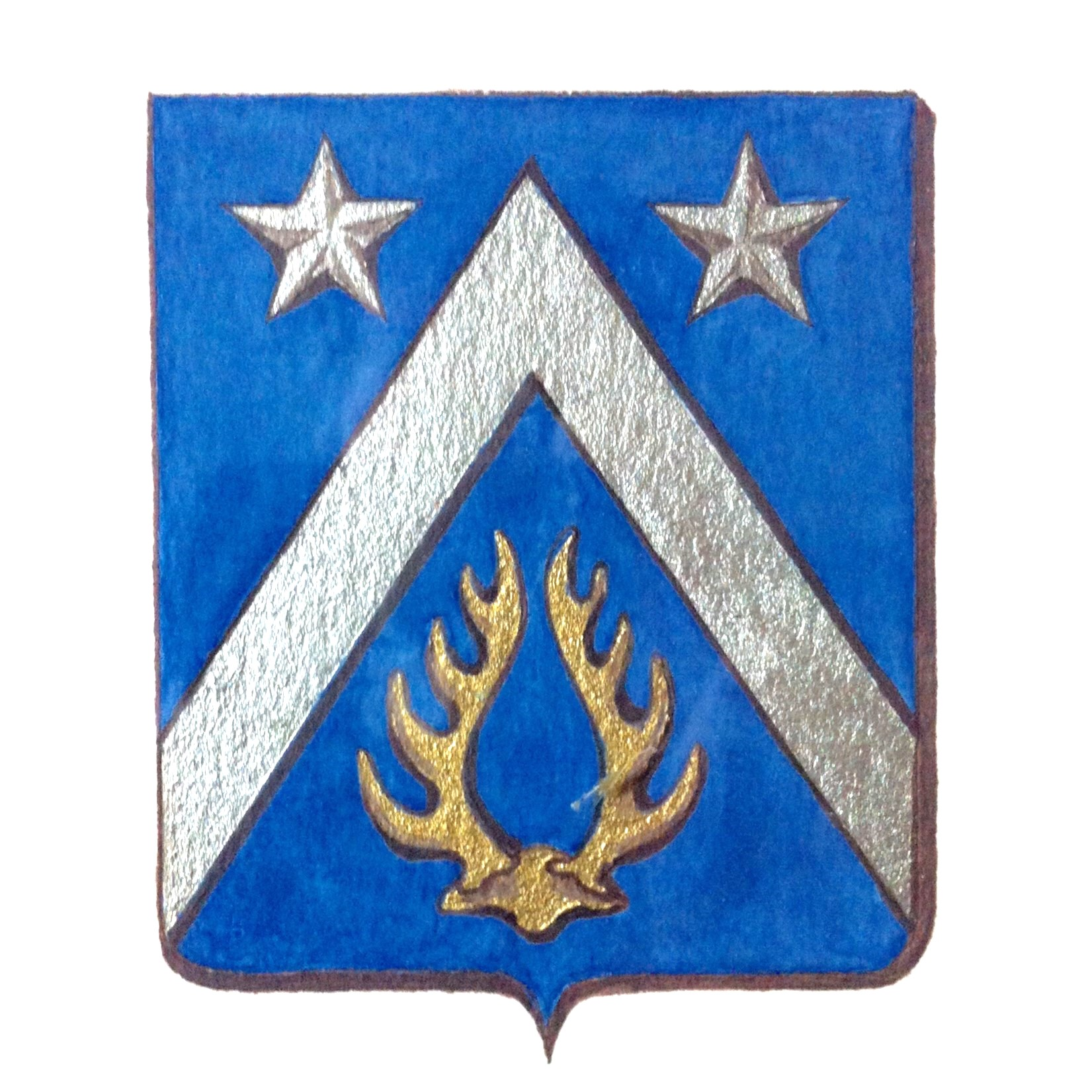

Le cerf qui se désaltère, emblème principal du blason, regroupe un ensemble de symboles personnels. Le cerf cherche l’eau vive comme Franck Javary a le désir de Dieu ; l’eau vive est celle du baptême, mais aussi de la Seine et de la Marne ; un cerf portant une croix entre ses bois apparu à Saint Hubert, prénom du père de l’évêque ; le blason de la famille Javary comporte un massacre de cerf (voir ci-contre).
En haut du blason à gauche, Sainte Geneviève, patronne du diocèse de Nanterre, où Franck Javary a servi 25 ans, liée aussi à l’Est puisqu'elle était propriétaire de terres à Arcy-sur-Aube. En haut à droite, un cep de vigne portant feuillage et raisin, en référence à Châlons, diocèse viticole, mais qui est également une image biblique de l’amour de Dieu pour son peuple, comparé à une vigne.

## Devise épiscopale
Sa devise épiscopale est :
« Je vous donnerai un avenir et une espérance ».